# Johnny Garrett
Johnny Frank Garrett (* 24. Dezember 1963; † 11. Februar 1992 in Huntsville, Texas) war ein US-amerikanischer Staatsbürger, der als Vergewaltiger und Mörder, laut Unterstützern unschuldig, zum Tode verurteilt und hingerichtet wurde.

## Das Verbrechen
Am 31. Oktober 1981 wurde die katholische 76-jährige Nonne Tadea Benz in einem Kloster in Amarillo in ihrem Zimmer vergewaltigt und ermordet; Garrett wurde daraufhin als Verdächtiger verhaftet und angeklagt.

## Verurteilung
Das Appellationsgericht (5th Circuit) fasste die Beweise gegen Garrett folgendermaßen zusammen:

„Die Beweise gegen den Angeklagten sind überwältigend. Garrett wurde gesehen, wie er in der Nacht des Mordes aus Richtung des Klosters gelaufen sei (dem Tatort). Fingerabdrücke auf dem Griff und Klinge des Küchenmesser unter dem Bett des Opfers und dem Kopfteil stimmen mit denen Garretts überein. Schamhaare am Tatort erinnern an die Garretts. Das Steakmesser, das in der Einfahrt des Klosters gefunden wurde stammt aus der Produktion der Firma der Messer, die Garrett zuhause in seiner Küche hat.
Der Staat legte auch die Aussage Lonnie Watleys vor. Watley bezeugte, dass Garrett ursprünglich die Begehung der Straftat bestritt, später aber seine Meinung änderte und gestand, in das Kloster eingebrochen zu sein und die Tötung der Nonne zugegeben habe.
Garrett sagte in seiner eigenen Verteidigung, dass er Schwester Benz nicht vergewaltigt und ermordet habe. 
Garrett sagte aus, dass er das Kloster zwei Tage vor dem Mord auf der Suche nach Diebesbeute betreten habe.  Er habe ein Messer aus der Klosterküche genommen, um Schubladen aufzubrechen. In Schwester Benz' Zimmer habe er auf der Suche nach Diebesbeute Fingerabdrücke hinterlassen.
Der Staat versucht, Garrett seiner mündlichen Erklärung zu überführen, die er angeblich bei der Polizei nach seiner Festnahme am 9. November 1981 von sich gegeben haben soll. Zwei Polizeibeamte sagten aus, dass, nachdem sie Garrett Aussage aufgenommen hatten und ihn aufgefordert haben, das Geständnis zu unterschreiben, er gesagt habe, dass es wahr sei. Er soll sich aber geweigert haben, es zu unterzeichnen, bis er mit einem Rechtsberater gesprochen habe. Nach Rücksprache mit seinem Anwalt, lehnte Garrett es ab, die Erklärung zu unterzeichnen. In der Erklärung, die die Polizei präsentierte, gab Garrett zu, dass er in das Kloster eingebrochen sei. Er erklärte: Ich betrat die Cafeteria und stahl Messer, ich brach eine Truhe auf und stahl Wertsachen. Ich beugte mich über das Bett Schwester Benz' um ein Kruzifix zu stehlen. Es war eine Nonne im Bett und sie war im Begriff zu schreien. Ich bedeckte ihren Mund, so dass sie keinen Lärm machen konnte.
Ich begann sie zu ersticken, bis sie ohnmächtig wurde. Ich hatte Sex mit ihr. Ich verließ das Kloster, wie ich es betreten hatte.
Schwester Bernice Noggler sagte aus, dass, entgegen der Aussage Garretts, die Vordertür des Klosters normalerweise verschlossen sei und dass niemand die Cafeteria um die Mittagsstunde unbemerkt betreten hätte können. Sie bestritt auch, dass eine der Truhen im Kloster aufgebrochen worden waren oder dass Wertsachen als vermisst gemeldet worden waren. Sie bestritt auch, dass Schwester Benz jemals ein Kreuz über dem Kopfteil des Bettes hängen hatte. Der Staat präsentierte auch Zeugen, die in der Nähe von Garretts Mutter lebten. Ein Nachbar sagte aus, dass Garrett gesehen wurde, wie er um das Haus einer älteren Frau in der Nachbarschaft in der Nacht des Mordes geschlichen sei. Der zweite Nachbar sagte aus, dass Garrett zu seinem Haus um ca. 23:00 am selben Abend kam.“

Garretts Verteidiger präsentierte eine forensische Psychiaterin, Dorothy Otnow Lewis, die Garrett untersuchte und eine durch ein Kindheitstrauma verursachte Persönlichkeitsstörung diagnostizierte. Garrett litt ihrer Expertise nach an einer dissoziativen Persönlichkeitsstörung.

## Spätere Beweise
Im März 2004 überführte ein DNA-Test Leoncio Perez Rueda als den Vergewaltiger und Mörder von Narnie Box Bryson, einer älteren Frau aus Amarillo, die einige Monate vor Schwester Benz ermordet worden war, woraufhin die Strafverfolgungsbehörden von einem Zusammenhang zwischen beiden Taten ausgingen.
In beiden Fällen waren am Tatort ein weißes T-Shirt und schwarze Locken gefunden worden. Man verglich die Fingerabdrücke, die man damals in Schwester Benz Wohnung gefunden hatte, mit denen Ruedas und stellte Übereinstimmungen fest. In beiden Mordfällen hatte man Hieb- und Stichwunden bei den Opfern gefunden, Zeugen hatten beide Male kurz vor den Morden einen großen, schlanken, dunkelhaarigen Mann mit weißem T-Shirt in der Nähe des Tatorts gesehen.
Rueda hatte in seiner alten Heimat Kuba wegen Mordes und Vergewaltigung im Gefängnis eingesessen und gestand den Mord an Schwester Benz letztendlich.
Der Staat Texas weigerte sich dennoch weiterhin, die Unschuld Garretts posthum zu bestätigen, und drohte der Familie Garretts mit Klage.

## Letzte Worte
Den Daily News zufolge sagte Garrett vor seiner Hinrichtung: „I’d like to thank my family for loving me and taking care of me. And the rest of the world can kiss my ass“ („Ich danke meiner Familie für die Liebe und die Fürsorge. Und der Rest der Welt kann mich am Arsch lecken“). Auf der Website des Texas Department of Criminal Justice wird behauptet, Garrett hätte gar nichts mehr von sich gegeben. Associated Press Reporter Michael Graczyk bestätigte die Aussage von Daily News.

## Dokumentarfilm
2008 drehte Jesse Quackenbush einen Dokumentarfilm mit dem Titel The Last Word über den Fall. In diesem Film kommen die Mutter Garretts, katholische Priester, ein Juror und Rechtsexperten zu Wort. Dem texanischen Staat werden dabei schwere Vorwürfe gemacht. Die Gesellschaft sei unmoralisch, dumm und rachsüchtig. Wenn die Bevölkerung jemanden hängen sehen wolle, habe der Angeklagte ab diesem Zeitpunkt keine Chance mehr.
Zunächst hatte die Polizei Aussagen über einen dunkelhaarigen Latino in der Nähe des Tatortes aufgenommen. Als aber Garrett in den Fokus der Ermittlungen geraten war, wurde anderen Indizien nicht mehr nachgegangen, Strafverfolgungsbehörde und Strafverteidiger hätten eine vorhandene Spermaprobe nicht untersucht. Die Aussage sei verfahrenswidrig aufgenommen worden, eine eigentlich nötige Tonbandaufnahme habe es nicht gegeben. Die Jury traf in weniger als einer Stunde die Entscheidung „Tod durch Giftspritze“. Alle texanischen katholischen Bischöfe appellierten an Gouverneurin Ann Richards gegen die Hinrichtung. Schließlich sprach sich auch Papst Johannes Paul II. gegen die Exekution aus. Einer der Interviewten äußert sich mit Abscheu über die Entscheidung Richards, die er als „verrottetes menschliches Wesen“ bezeichnete. In dem Film wird darüber hinaus das Spektakel beschrieben, das für Journalisten und Befürworter der Todesstrafe in Texas vor, während und nach dem Prozess veranstaltet wurde. 